# Костадин Николов (Куманичево)
Вижте пояснителната страница за други личности с името Костадин Николов.
Костадин (Константин) Георгиев Николов, известен и като Дине, Динката Куманички или Куманицки, е български революционер, деец на Вътрешната македоно-одринска революционна организация.

## Биография
Костадин Николов е роден в 1868 година в костурското село Долно Куманичево, днес Лития, Гърция. Завършва начално образование. Завършва в 1891 година с шестия випуск Солунската българска мъжка гимназия. Влиза във ВМОРО в 1900 година. През пролетта на 1903 година е арестуван от властите и затворен в Костур за четири месеца. През Илинденско-Преображенското въстание е войвода на куманичката чета. След въстанието се крие в Солун, а от 1904 година е четник при Никола Андреев, Кузо Попдинов и Апостол войвода, а от края на 1907 година е последният районен пополеколски войвода.
При избухването на Балканската война в 1912 година е доброволец в Македоно-одринското опълчение и служи в Първа дебърска дружина. През Междусъюзническата война се сражава в Сборната партизанска рота на МОО. Попада в гръцки плен, от който е освободен на 9 март 1914 година.
Георги Константинов Бистрицки пише за него:
| „ | Дине Куманицки от с. Долно Куманичево, с първоначално образование, станал нелегален като съучастник в едно убийство на шпионин в родното си село, примерен и изпълнителен четник, бе последният пополеколски войвода, който не можа да заработи като такъв поради провъзгласяването на хуриета. | “ |

Умира на 15 юли 1924 година в Свиленград.